# Alliance (World of Warcraft)
De Alliance is een van de twee facties in World of Warcraft. De andere factie is de Horde. De Horde en de Alliance staan in het spel op vijandige voet met elkaar. 
Spelers moeten kiezen tussen een van de twee facties als zij een karakter aanmaken.
Beide facties bestaan uit meerdere rassen wezens waaruit gekozen kan worden. De Alliance bestaat uit de rassen Humans, Dwarfs, Nightelfs, Gnomes, Draenei en Worgen. De Pandaren zijn een neutraal ras, en kunnen ervoor kiezen om zich bij de Alliance aan te sluiten. 
De keuze voor een factie beïnvloedt de manier waarop het spel gespeeld wordt. Horde- en Alliancespelers bevinden zich in dezelfde wereld met veel neutraal terrein, maar zij hebben ook eigen territoria die overigens wel betreden kunnen worden door vijandige spelers. Ook krijgen zij andere quests, en komen zij andere niet speelbare personages in het spel tegen. Deze personages zijn vaak vriendelijk tegen de ene factie, maar vijandig tegen de andere factie. Spelers kunnen aangevallen worden door vijandige personages. Vijandige territoria betreden kan daarom gevaarlijk zijn. Horde en Alliance kunnen niet direct communiceren met elkaar, niet samen in een groep spelen en onderling geen goederen verhandelen. 
Tenzij player versus playeropties uitstaan, kunnen spelers van Horde en Alliance elkaar overal en altijd aanvallen en doden.  Alliancespelers onderling kunnen elkaar wel aanvallen bij wijze van duel, maar kunnen elkaar niet doden. Horde- en Alliancespelers kunnen groepsgewijs tegen elkaar vechten in zogeheten Battlegrounds en Arena's. Hiermee kunnen zij beloningen verdienen.